# سعد سمیر
سعد سمیر (عربی: سعد الدين سمير؛ زادهٔ ۱ آوریل ۱۹۸۹) یک بازیکن فوتبال اهل مصر است.

## باشگاهی
از باشگاه‌هایی که در آن بازی کرده‌است می‌توان به باشگاه ورزشی الاهلی مصر، و باشگاه فوتبال المصری اشاره کرد.

## تیم ملی
وی همچنین در تیم‌های ملی فوتبال زیر 20 سال مصر Egypt Olympic و بزرگسالان مصر بازی کرده است.